# Jean Bach
Jean Bach (* 27. September 1918 in Chicago als Jean Enzinger; † 27. Mai 2013 in Manhattan, New York City) war eine US-amerikanische Dokumentarfilmerin, Radioproduzentin und Jazz-Enthusiastin.

## Leben
Jean Bach wurde in Chicago geboren und wuchs in Milwaukee auf. Bereits in ihrer Jugend begann sie sich für Jazz zu interessieren und besuchte während ihrer Zeit auf dem Vassar College regelmäßig das Apollo Theater in Harlem. Der Jazzszene blieb sie ein Leben lang verbunden. 1941 heiratete sie den Jazz-Trompeter Shorty Sherock, ließ sich aber bereits 1947 wieder von ihm scheiden. Sie begann als Radioautorin zu arbeiten, dann als Presseagent.
1948 heiratete sie Bob Bach, einen Produktionskoordinator für die Quizshow What's My Line? (im Deutschen adaptiert als Was bin ich?). Sie selbst arbeitete als Produzentin für Hörfunksendungen, insbesondere für die tägliche Radioshow von Arlene Francis auf WOR.
Ihr Mann verstarb 1985. Kurz danach erfuhr sie, das Milton Hinton einen Film besaß, der die Entstehung eines berühmten Bildes von 1958 dokumentierte, auf dem 57 Jazzgrößen vor einem Brownstone-Gebäude in der 17 East 126th Street in Harlem vereinigt waren. Sie kaufte ihm das Filmmaterial ab mit der vagen Idee, Interviews mit verschiedenen noch lebenden Personen zu drehen, die sie dann der Smithsonian Institution schenken wollte. Schließlich wurde daraus die 60-minütige Dokumentation A Great Day in Harlem, der 1994 erschien. Tatsächlich wurde das Bild, das für den Esquire geschossen wurde, dann nach dem Dokumentarfilm benannt.
Jean Bach, deren Debütfilm A Great Day in Harlem war, wurde bei der Oscarverleihung 1995 in der Kategorie Bester Dokumentarfilm nominiert und gewann außerdem den Preis des Chicago International Film Festival.
1997 drehte sie aus Outtakes von A Great Day in Harlem einen 20-minütigen Dokumentarfilm The Spitball Story, in dem sie die Frage klärte, ob Dizzy Gillespie 1941 seinen Bandleader Cab Calloway bespuckt hatte, so dass dieser ihn feuerte. Mit diesem Film gewann sie Preise auf dem Chicago International Film Festival, dem Newport International Film Festival und dem USA Film Festival.
Jean Bach verstarb am 27. Mai 2013 in ihrer Wohnung in Manhattan im Alter von 94 Jahren.

## Filmografie
- 1994: A Great Day in Harlem
- 1997: The Spitball Story